# Athylia quadristigma
Athylia quadristigma är en skalbaggsart som först beskrevs av J. Linsley Gressitt 1940.  Athylia quadristigma ingår i släktet Athylia och familjen långhorningar. Inga underarter finns listade.